# Rada7
Rada7 é o maior website de música em língua estoniana. Foi fundado em agosto de 1999.